# Tabosa de Almeida
Adalberto Tabosa de Almeida (Caruaru, 17 de abril de 1917 – Caruaru, 26 de fevereiro de 2005) foi um político brasileiro.
Filho de Ambrósio Florentino de Almeida e de Eulália Tabosa de Almeida. Casou com Giannina Mastroianni de Almeida.
Nas eleições estaduais em Pernambuco em 1962 foi eleito deputado federal pelo Partido Trabalhista Brasileiro (PTB). Após deixar o cargo de deputado estadual em janeiro de 1963, assumiu em fevereiro o mandato na Câmara. Com a extinção dos partidos políticos pelo Ato Institucional Número Dois e a posterior instauração do bipartidarismo, filiou-se à Aliança Renovadora Nacional (Arena). Reeleito nas eleições estaduais em Pernambuco em 1966 pela Arena. Em janeiro de 1971 concluiu o mandato.

## Publicações
- Nabuco, o homem e o político (1949)
- Do cargo de vice-governador e de sua primeira investidura pelo processo indireto (1957)
- Visão panorâmica da Europa (1958)
- Das obrigações solidárias no direito civil de vários povos (1961)
- Os titulares de ofício da Justiça e a garantia da vitaliciedade (1961)
- Conteúdo econômico da vitaliciedade (1962)
- Cultura, democracia e liberdade (1964)
- A burocratização dos cartórios (1973)
- Temas e problemas do direito registral imobiliário brasileiro (1979)
- O cadastro e o registro imobiliário do Brasil (1981)
- Da inexatidão registral e sua retificação (1984)
- Nossa Arca da Aliança (1986)
- Ligeiros traços autobiográficos (1992)